# Rocca di Novellara
Die Rocca di Novellara ist eine mittelalterliche Burg in Novellara in der italienischen Region Emilia-Romagna.

## Geschichte und Beschreibung
Das erste Gebäude zu Verteidigungszwecken in Novellara war ein Turm, den Gherardaccio Malapresa, ein Herr der Langobarden, dort bauen ließ. Am 17. Mai 1371 war Feltrino Gonzaga, der Anführer der Liga gegen die Viscontis, nachdem er besiegt worden war, gezwungen, die Stadt Reggio nell’Emilia und die umliegenden Ländereien für 50.000 Goldflorin an Bernabò Visconti zu verkaufen. Die Gonzagas, die nun auf der Straße standen, flüchteten sich in das kleine Lehen Novellara, das zwischen Reggio nell’Emilia und dem Herzogtum Mantua lag und das sie für sich reserviert hatten. Feltrino Gonzaga aber begab sich nie in sein neues, kleines Herrschaftsgebiet und starb einige Jahre später, 1374, in extremer Armut in Padua. Ihm folgte sein Sohn Guido nach, der sofort zum Bau einer Burg schritt und sie mit einer Mauer mit vier Türmen an den Ecken und mit zwei Zugbrücken ausstatten ließ. Zum Schutz des Eingangs wurde ein Ravelin errichtet.
Anfang des 16. Jahrhunderts wurde das Gebäude ertüchtigt und Costanza da Correggio, die Witwe von Alessandro I. Gonzaga, des ersten Grafen von Novellara, sorgte für die Aufstockung der Burg um ein Stockwerk und ließ sie so gleichzeitig zu einer Herrenburg umbauen. Alfonso I. Gonzaga rief, sobald er Graf war, den Maler Lelio Orsi zu Hofe, der dort die Räume mit Malereien und Kassettendecken aufwertete.

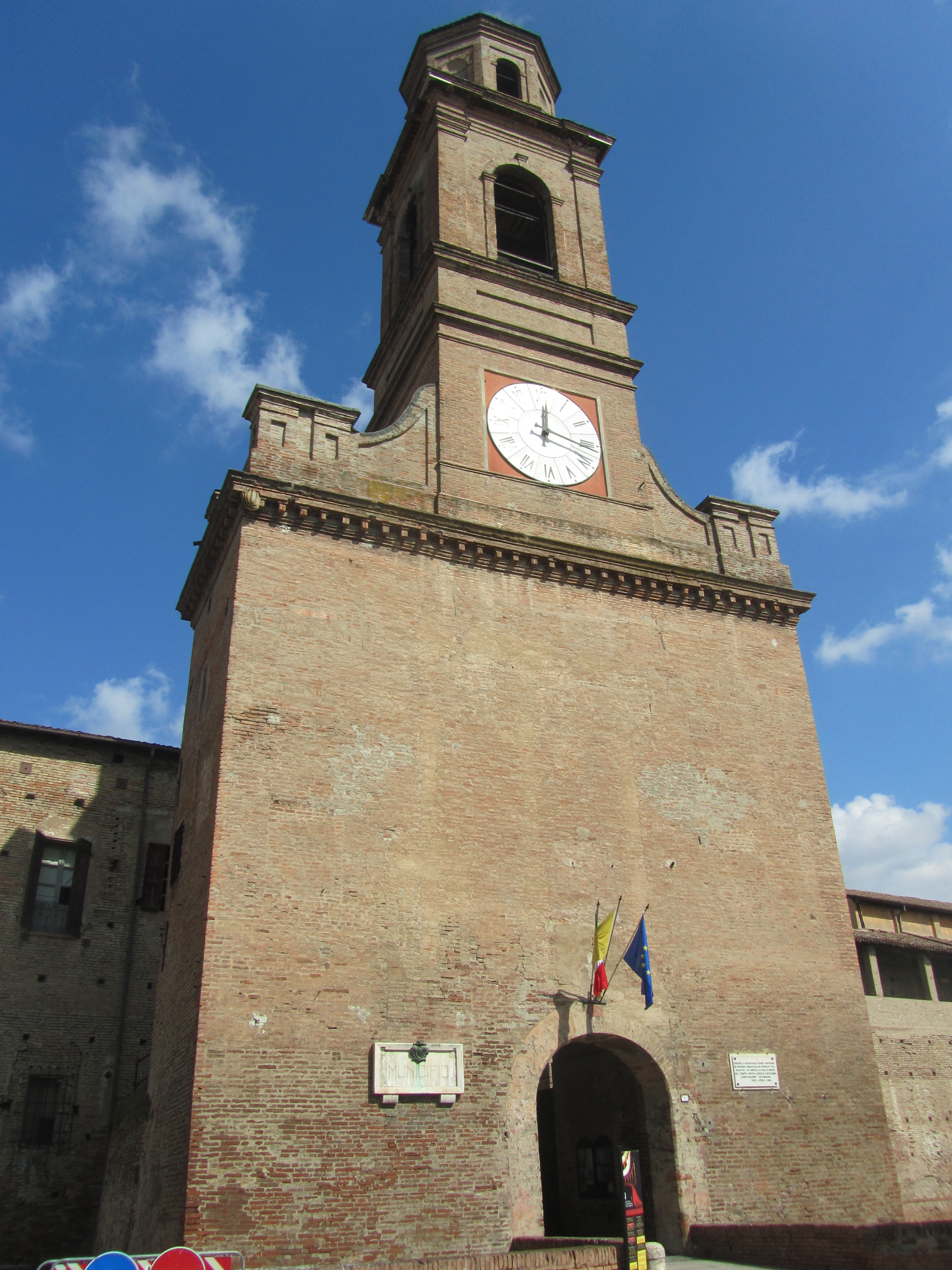
Uhrenturm und Haupteingang zur Rocca di Novellara

Ende des 17. Jahrhunderts wurde der Hauptturm namens „Il Campanone“ aufgestockt, wobei er mit einer Glocke und einer Turmuhr ausgestattet wurde. Nach dem Tod von Filippo Alfonso Gonzaga, des letzten Erben, im Jahre 1728 fiel die Grafschaft Novellara und mit ihr die Burg an Rinaldo d’Este.

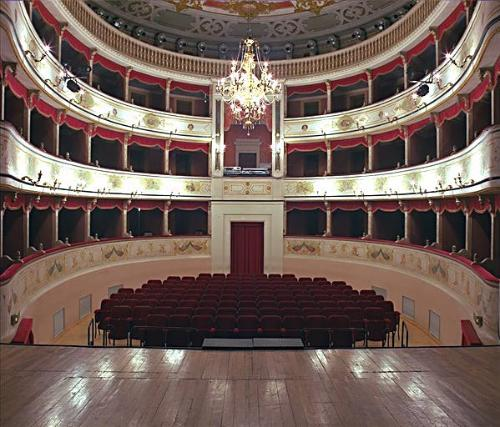
Theater in der Rocca di Novellara

Heute ist die Burg Sitz der Gemeindeverwaltung; dort sind das Museo Gonzaga und das Theater untergebracht, das Mitte des 19. Jahrhunderts geschaffen wurde.